# Bahnhof Westerland (Sylt)

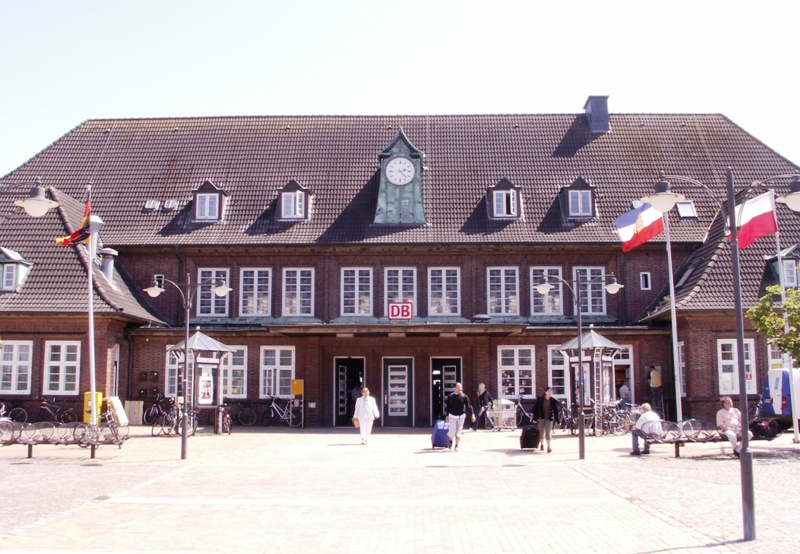
Bahnhofsgebäude

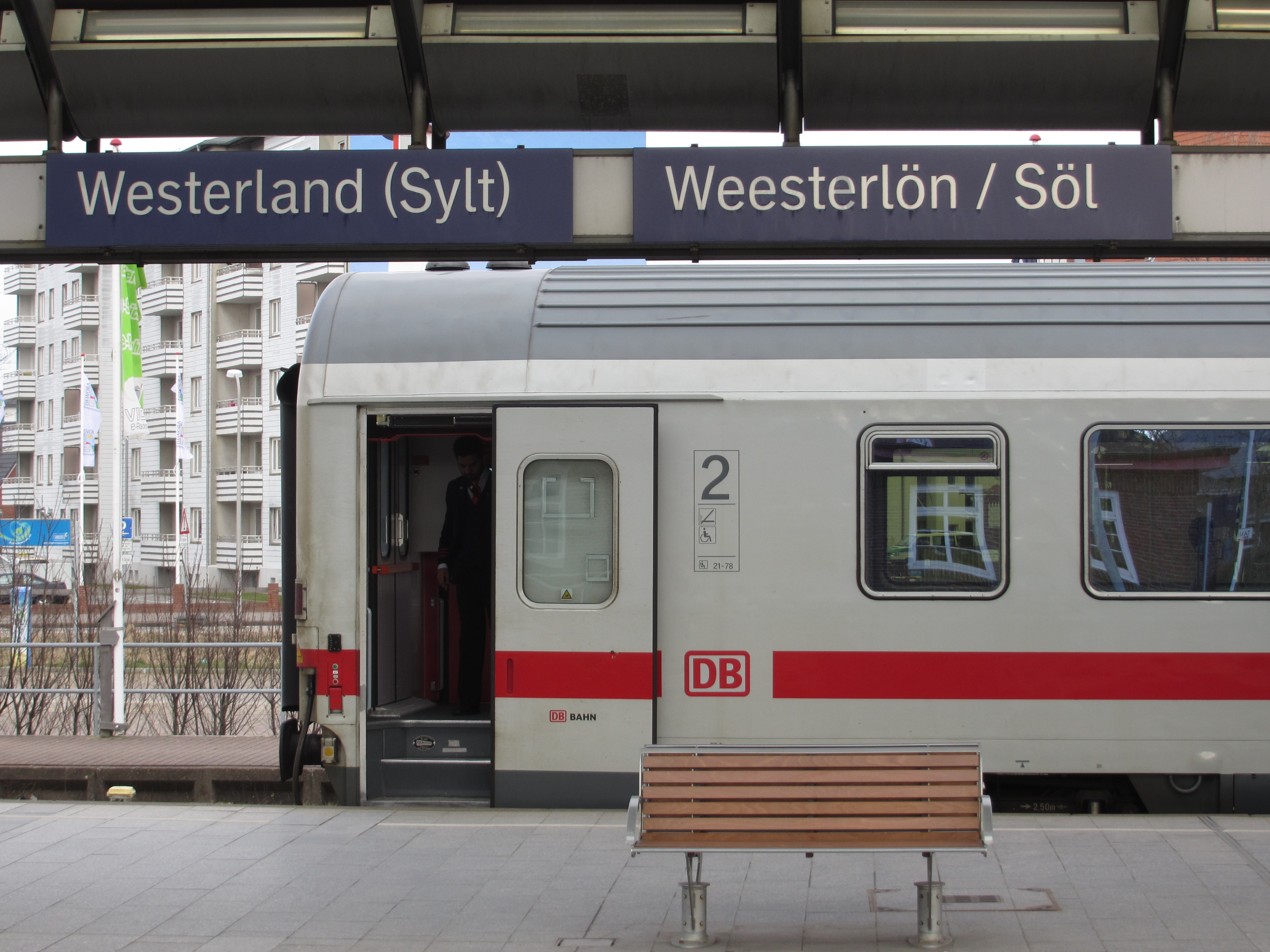
Zweisprachiges Bahnhofsschild

Der Bahnhof Westerland (Sylt) (friesisch Weesterlön/Söl) ist das Zentrum des Bahnverkehrs auf der Insel Sylt. Er ist der Endbahnhof der Marschbahn. Der Kopfbahnhof liegt am östlichen Rand der Innenstadt von Westerland, heute Ortsteil der Gemeinde Sylt. Bahnhofsgebäude und ein Stellwerk stehen unter Denkmalschutz.
Der Bahnhof Westerland ist die nördlichste Bahnstation Deutschlands, die südlichste ist der Bahnhof Oberstdorf.

## Geschichte
Der Bahnhof Westerland wurde in den 1920er-Jahren erbaut, als die Marschbahn über den Hindenburgdamm nach Sylt verlängert wurde. Bei Inbetriebnahme dieser Strecke im Juni 1927 wurde gleichzeitig der Bahnhof Westerland eröffnet. Diese Verbindung war notwendig geworden, um die zweimalige Grenzüberquerung (Clausen-Linie) für Reisende nach Sylt zwischen Deutschland und Dänemark zu vermeiden. Somit wurde Westerland zum Endpunkt; die Marschbahn endete zuvor im seit 1918 dänischen Tondern. Von hier gab es Bahnanschluss nach Højer und weiter zur Fähre nach Munkmarsch auf Sylt.

## Bedeutung
Der Bahnhof Westerland ist die zentrale Drehscheibe für den öffentlichen Nahverkehr auf der Insel Sylt. So liegt direkt neben dem Bahnhof ein Busbahnhof, von wo mit fünf Linien der Sylter Verkehrsgesellschaft (SVG) (Stand: 2021) die gesamte Insel erschlossen wird.
An der Stelle des heutigen Busbahnhofs befand sich bis 1970 die Station Westerland Bundesbahnhof der damaligen Sylter Inselbahn, welche von hier nach Norden Richtung Wenningstedt-Braderup, Kampen und List sowie Richtung Süden nach Hörnum fuhr.

## Gebäude
Das Empfangsgebäude aus Oldenburger Klinker galt bei seiner Fertigstellung 1927 als das größte und modernste an der schleswig-holsteinischen Westküste. Architekturgeschichtlich ist es dem Heimatstil zuzurechnen, mit Krüppelwalmdächern und zwei Seitenflügeln zum Vorplatz erinnert es an schleswig-holsteinische Guts- und Bauernhäuser. Ebenso wie der zur Bahnhofsanlage gehörige, gleichzeitig errichtete Lokschuppen mit Wasserturm wurde das Empfangsgebäude aufgrund schwieriger Bodenverhältnisse auf Holzpfählen gegründet.

Das Empfangsgebäude steht seit 1986 unter Denkmalschutz in der Liste der Kulturdenkmale in Sylt (Gemeinde), 1992 wurden auch Wasserturm und Lokschuppen mit zugehöriger Drehscheibe aufgenommen. Im Rahmen des Pilotprojektes „Touristische Reisezentren“ der Deutschen Bahn wurde das Empfangsgebäude 1995 modernisiert. Dabei wurde das historische Erscheinungsbild der Fassaden wie auch der Bahnhofshalle weitgehend erhalten. Im Zuge der Modernisierung erhielten die beiden Bahnsteige – wie auf 70 weiteren DB-Bahnhöfen zwischen 1995 und 2001 – Bahnsteigdächer nach Entwurf des Architekturbüros Gerkan, Marg und Partner. Von salzhaltiger Seeluft angegriffen, mussten diese bereits 2010 saniert werden. Im Zuge der Maßnahmen von DB Station&Service AG wurden auch Bahnsteigausstattung und -oberflächen erneuert sowie ein übersichtlicheres Wegeleitsystem installiert. 

Bahnhof Westerland im Jahr 1927, historische Postkarte.

## Betrieb
Der Personenbahnhof verfügt über vier Gleise, die an zwei Mittelbahnsteigen liegen. Am Kopfende befindet sich grob in westlicher Himmelsrichtung das Empfangsgebäude. In diesem befindet sich unter anderem ein Reisezentrum der Deutschen Bahn.
Westerland ist das nördliche Ende der Marschbahn bei Streckenkilometer 237,6. Angefahren wird die Station heute zumeist durch die Züge der DB Regio, die seit dem Fahrplanwechsel im Dezember 2016 diese Strecke wieder im Nahverkehr bedient. Darüber hinaus enden hier mehrmals täglich verschiedene Intercity-Züge der Deutschen Bahn, die direkte Verbindungen in die Ballungsräume Rhein-Ruhr und Rhein-Main bieten, ebenso nach Berlin und Dresden.
Während des Sommerfahrplans 2014 gab es auch einzelne Fahrten des HKX zwischen Westerland und Köln.
Im Südosten des Bahnhofs befindet sich ein kleiner Güterbahnhof sowie ein kleines Bahnbetriebswerk mit Drehscheibe und Dieseltankstelle. Als Besonderheit gilt der Anschluss zur Firma Lidl. Des Weiteren besitzt der Flughafen Sylt einen eigenen Bahnanschluss, der gelegentlich für den Umschlag von Gütern benutzt wird.
Der Bahnhof wurde von 1927 bis 2024 durch das mechanische Fahrdienstleiterstellwerk Wf der Bauart Einheit gesteuert. Außerdem befand sich im Bahnhof noch ein Schrankenwärter, der den Bahnübergang Königskamp bedient.
Seit 15. März 2024 ist der Bahnhof Westerland an das elektronische Stellwerk Keitum angeschlossen. Die Bedienung erfolgt zentral aus Husum. Insgesamt wurden etwa 40 Signale errichtet, zwei Weichen eingebaut und ein Abstellgleis verlängert.
| Linie | Verlauf | Taktfrequenz                    | Fahrzeugmaterial                                        | Eisenbahnverkehrsunternehmen             |
| ----- | --- | ------------------------------- | ------------------------------------------------------- | ---------------------------------------- |
| IC 26 | Westerland (Sylt) – Husum – Hamburg – Hannover – Kassel-Wilhelmshöhe – Gießen – Frankfurt (Main) – Karlsruhe                     | ein Zugpaar                     | IC 1 (Baureihe 218 oder Baureihe 245 + Intercity-Wagen) | DB Fernverkehr AG                        |
| IC 29 | Westerland (Sylt) – Husum – Hamburg – Berlin – Berlin Südkreuz                                                                   | ein Zugpaar                     | IC 1 (Baureihe 218 oder Baureihe 245 + Intercity-Wagen) | DB Fernverkehr AG                        |
| IC 39 | Westerland (Sylt) – Husum – Hamburg Dammtor – Hamburg – Bremen – Münster (Westf) – (Dortmund/Recklinghausen) – Düsseldorf – Köln | zwei Zugpaare                   | IC 1 (Baureihe 218 oder Baureihe 245 + Intercity-Wagen) | DB Fernverkehr AG                        |
| RE 6  | Westerland (Sylt) – Niebüll – Husum – Heide (Holst) – Itzehoe – Elmshorn – Hamburg-Altona                                        | Stundentakt                     | Baureihe 245 + 4-10 Bombardier Married-Pair-Wagen       | DB Regio Schleswig-Holstein              |
| RE 6  | Westerland (Sylt) – Niebüll (– Husum)                                                                                            | einzelne Züge als Verstärker    | Baureihe 245 + 4-10 Bombardier Married-Pair-Wagen       | DB Regio Schleswig-Holstein              |
| RE 60 | Westerland (Sylt) – Niebüll – Husum – Heide (Holst) – Hamburg-Altona/Hamburg Hbf                                                 | einzelne Züge im Sommerhalbjahr | Baureihe 245 + 4-10 Bombardier Married-Pair-Wagen       | DB Regio Schleswig-Holstein              |
| AS 10 | Autoshuttle: Westerland (Sylt) Autoverladung – Niebüll Autoverladung                                                             |                                 | Baureihe 218/Baureihe 245 + „Westerland-Einheiten“      | DB Fernverkehr AG                        |
| AZS   | Der blaue Autozug Sylt: Westerland (Sylt) Autoverladung – Niebüll Autoverladung                                                  |                                 | Siemens Vectron DE + Flachwagen                         | Railroad Development Company Deutschland |
| RE 10 | Sylt Shuttle plus: Westerland (Sylt) Autoverladung – Niebüll Autoverladung – Niebüll – Bredstedt (– Husum (– Hamburg-Altona))    |                                 | BR 628.4                                                | DB Fernverkehr AG                        |

Der Sylt-Shuttle-Plus wurde zum Fahrplanwechsel im Dezember 2024 eingestellt.

## Autozug
Der Bahnhof Westerland bildet den Endpunkt der Autozugverbindungen zwischen Niebüll und Westerland, die als Sylt-Shuttle oder RDC Autozug Sylt verkehren. Die Gleise 1–4 des Personenbahnhofs werden dabei zu beiden Seiten flankiert durch die Gleise 5 und 7. Diese beiden sind für die Autobe- und entladung bestimmt. Einfahrende Züge entladen dabei überwiegend auf Gleis 7 auf der nördlichen Seite des Bahnhofs, während die Beladung der Autozüge für die Abreisenden an der Bahnhofssüdseite über Gleis 5 erfolgt. Die Terminaleinrichtungen für Kraftfahrzeuge werden von DB Fernverkehr betrieben, die 2015 von der Bundesnetzagentur verpflichtet wurde, anderen Verkehrsunternehmen diskriminierungsfrei die Nutzung dieser sowie der dazugehörigen Kraftfahrzeugzuführungsflächen zu ermöglichen.

## Trivia
- Der Zeit-Kolumnist Harald Martenstein befasste sich 2003 in der Glosse Über Design mit der Westerländer Bahnhofstoilette und ihren funktionalen Tücken.[12]